# قوزوتشي أوين
قوزوتشي أوين هي قرية في مقاطعة ملكان، إيران. عدد سكان هذه القرية هو 353 في سنة 2006.